# Parada de La Unión
La Unión es una parada de la línea Ibaiondo - Salburua del tranvía de Vitoria, explotado por Euskotren Tranbia. Fue inaugurada el 11 de abril de 2023 junto a las paradas de Santa Luzia, Iliada, Nikosia y Salburua.

## Localización
La parada se encuentra ubicada en el cruce entre la Calle Bulevar de Salburua y la Plaza de La Unión, próxima al centro de salud de Salburua y junto a una potente zona comercial con 3 supermercados y 2 restaurantes de comida rápida.